# Ornimegalonyx
Ornimegalonyx ist eine fossile Gattung sehr großer Eulen, die aus dem Jungpleistozän der Karibikinsel Kuba bekannt ist.

## Beschreibung

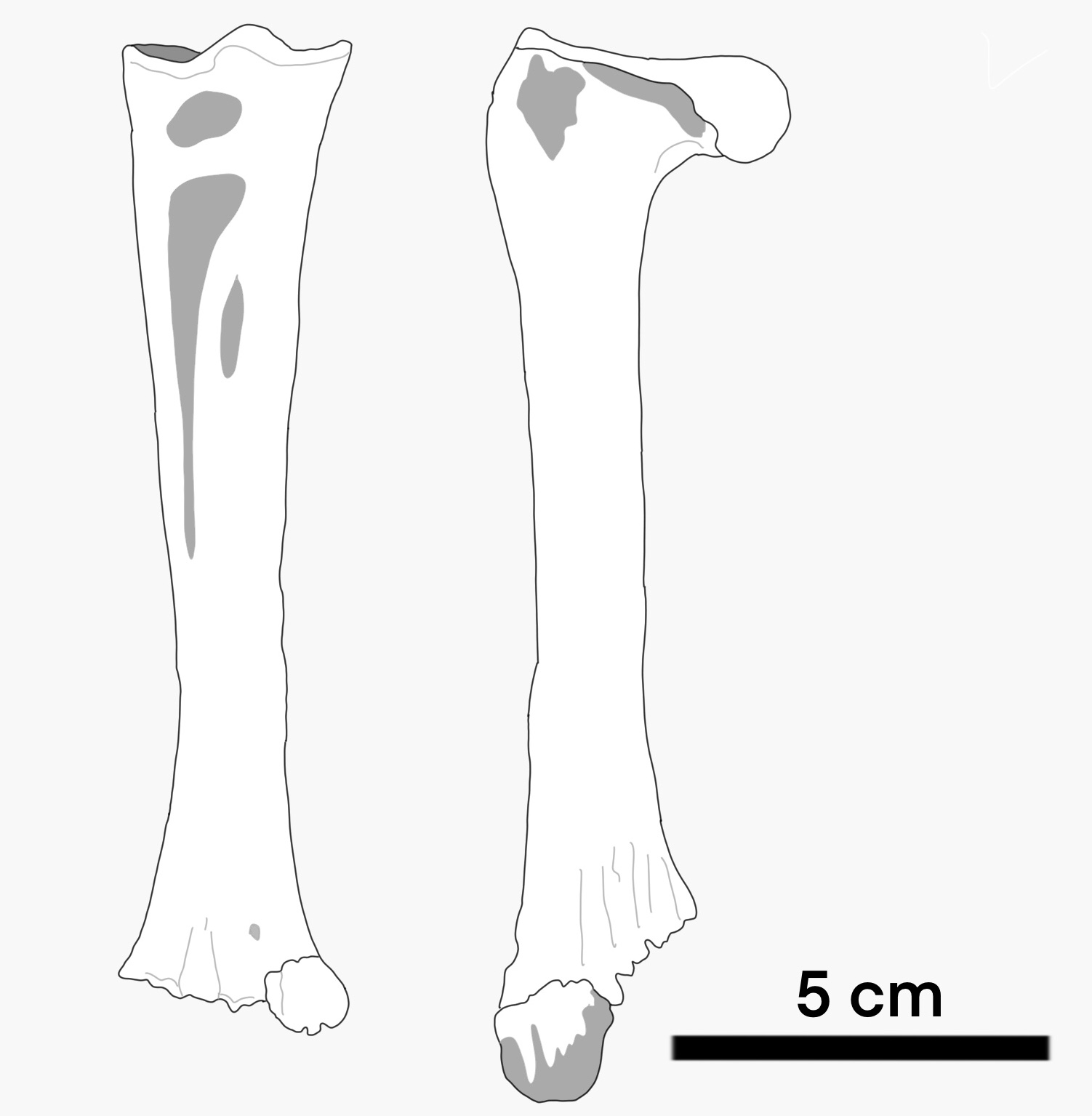
Laufbein und Oberschenkelknochen von Ornimegalonyx oteroi

Ornimegalonyx-Arten waren die größten bislang bekannten Vertreter der Ordnung der Eulen (Strigiformes). Für Exemplare der Typusart O. oteroi ergibt sich anhand der gefundenen Fossilien eine ungefähre Größe von 110 cm. Des Weiteren bestand bei Ornimegalonyx hinsichtlich der Körpergröße wohl ein erkennbarer Sexualdimorphismus, wobei die Weibchen wahrscheinlich deutlich größer wurden als die Männchen. Der Körperbau entsprach im Wesentlichen dem heute lebender Eulen, zeigt jedoch bei näherem Hinsehen einige Abweichungen. So sind die Beine proportional länger und kräftiger gebaut und enden in langen Zehen mit besonders kräftigen Klauen. Eine Ausnahme stellt der Tarsometatarsus dar, der im Verhältnis zum Rest des Skeletts langgestreckter und weniger robust gebaut ist als bei vielen modernen Eulen. Das Brustbein, an dem die Flugmuskulatur ansetzt, ist hingegen im Vergleich zur Gesamtgröße eher klein, seine Form ist breit und fast gänzlich flach, der Brustbeinkamm ist zurückgebildet. In Verbindung mit schwach entwickelten Flügelknochen, besonders dem Carpometacarpus, der nur etwa 90 mm Länge aufweist, deutet dieses Merkmal darauf hin, dass Ornimegalonyx entweder vollkommen flugunfähig oder allenfalls ein schlechter Flieger gewesen sein dürfte. Kurochkin und Mayo deuten in ihrer Arbeit aus dem Jahr 1973 – die auf deutlich vollständigeren Skelettfunden als vorhergehende Beschreibungen beruht – die insgesamt eher kurze und breite Form der Flügel dahingehend, dass die Vögel möglicherweise kurze, hektische Flüge in Stresssituationen, wie etwa während der Jagd auf ein Beutetier durchführen konnten. Der Hals war vermutlich recht flexibel und erlaubte eine gute Rundumsicht, die Bewegungsmöglichkeiten lebender Eulen wurden jedoch vermutlich noch nicht erreicht. Kräftig ausgebildete Zehenglieder sind ein Anzeichen für das Greifen von starken Beutetieren mit den Füßen. Allerdings ließ der Bau des Beinskeletts kaum rotierende Bewegungen der Beine zu, was auf eher langsame Tiere, die kaum schnelle Fluchtmanöver ausführten, als bevorzugte Beute hindeuten könnte. Der Schnabel entspricht in seinem Aufbau dem eines heutigen Sperlingskauzes (Glaucidium), war jedoch um ein Vielfaches größer und erreichte wahrscheinlich eine Länge von circa 11,5 cm.

## Systematik und Forschungsgeschichte
Erste von Ornimegalonyx stammende Fossilien wurden im Januar 1954 in einer Höhle in der westlichsten kubanischen Provinz Pinar del Río gefunden. Hierbei handelte es sich vor allem um postcraniale Überreste, darunter ein Tarsometatarsus, ein Oberschenkelknochen sowie Fragmente eines Tibiotarsus. Vom Schädel waren nur sehr kleine Fragmente erhalten. Die Knochen waren teilweise von porösen Kalksteinablagerungen (Travertin) umschlossen und lagen nicht in artikuliertem Zustand vor. Alle in der Höhle gefundenen Überreste stammten von einem einzelnen Tier und waren auf einer Fläche von weniger als einem Quadratmeter verteilt abgelagert worden. Der kubanische Paläontologe Oscar Arredondo veröffentlichte eine erste kurze Beschreibung dieser Funde im August 1954 in der Zeitschrift Bohemia. Die eigentliche Erstbeschreibung der Gattung Ornimegalonyx sowie der zunächst einzigen Art O. oteroi veröffentlichte Arredondo erst im Jahr 1958, ungewöhnlicherweise in einer Zeitschrift namens El Cartero Cubano, herausgegeben von der Vereinigung kubanischer Briefträger. Auf Grund der Größe der Knochen ging Arredondo jedoch zunächst davon aus, dass es sich bei dem Tier um einen Phorusrhaciden gehandelt haben müsse. Der Gattungsname Ornimegalonyx leitet sich aus dem Griechischen her und bedeutet in etwa „Vogel mit großen Klauen“. Das Artepitheton oteroi ehrt den Höhlenforscher Juan N. Otero, der Mitglied der Expedition gewesen war, bei der die Überreste gefunden worden waren. Noch im selben Jahr äußerten andere Forscher die Vermutung, dass es sich bei dem gefundenen Material statt um einen Vertreter der Phorusrhacidae um eine fossile Eule handeln müsse. Anfang der 1960er-Jahre bestätigte der amerikanische Paläontologe und Ornithologe Pierce Brodkorb diese Ansicht und stellte die Gattung in die Familie der Eigentlichen Eulen (Strigidae). Diese Einordnung begründete er mit dem Vorhandensein eines bestimmten Merkmals des Tarsometatarsus – eine Verknöcherung der sogenannten supratendinalen Brücke – die ein diagnostisches Merkmal der Familie darstellt. Als Lectotypus wurde von Brodkorb ein linker Tarsometatarsus benannt. In moderneren Publikationen nehmen einige Autoren eine enge Verwandtschaft zu Eulen der Gattung Strix an, während andere keine Anhaltspunkte für eine nähere Verwandtschaft zu rezenten Arten sehen.
Nachdem bereits Kurochkin und Mayo 1973 über das Vorliegen mindestens einer weiteren Art im bis dahin bekannten Fossilbericht gemutmaßt hatten, beschrieb Arredondo 1982 anhand zusätzlicher, zumeist unvollständiger Funde die weiteren Arten O. acevedoi, O. minor und O. gigas, die zusammen mit der Typusart O. oteroi sympatrisch aufgetreten sein sollen. Die Gültigkeit dieser drei Arten ist mittlerweile stark umstritten,  stattdessen wird vielfach angenommen, dass es sich bei allen um Synonyme von O. oteroi handelt und die festgestellten Unterschiede lediglich auf Sexualdimorphismus und individuelle Variationen innerhalb derselben Art zurückzuführen sind, oder es sich bei Teilen des neu beschriebenen Materials um die Überreste noch nicht vollständig ausgewachsener Tiere gehandelt hat. Der Paläontologe William Suárez kritisiert besonders, dass Arredondo bei seinen Erstbeschreibungen die Möglichkeit ausgeprägter, individueller Größenunterschiede – die bei rezenten räuberischen Vögeln regelmäßig vorkommen – nicht in Betracht gezogen habe. Stattdessen stellt Suárez in seiner Arbeit die neue Art O. ewingi auf, die etwa ein Drittel kleiner als O. oteroi gewesen sein soll. Als diagnostische Merkmale nennt er unter anderem einen anders gebauten Oberschenkelknochenschaft (eher säulenförmig, im Mittelteil breiter und an den Enden weniger bauchig), sowie einen robusteren, weniger gebogenen Oberarmknochen. Suárez Beschreibung beruht auf Material, das bereits in den 1940er-Jahren im Osten Kubas gefunden und bislang fälschlicherweise zu Bubo osvaldoi, einem fossilen Vertreter der Uhus, gestellt worden war. Darüber hinaus wurden in den natürlichen Asphaltseen von Las Breas de San Felipe in der Provinz Matanzas unvollständige Oberschenkelknochen sowie fragmentarische Überreste zweier Tarsometatarsi gefunden, die zu einem kleineren Tier als die bislang bekannten Fossilien der Gattung gehört haben müssen. Möglicherweise handelt es sich bei den Funden aus Matanzas um Überreste einer weiteren, noch unbeschriebenen Ornimegalonyx-Art.

## Paläoökologie
Die Gattung Ornimegalonyx war während des späten Pleistozäns auf der Insel Kuba beheimatet. Zu dieser Zeit war das Klima in der Region deutlich gemäßigter und kühler. Die Insel war von dichten Wäldern bedeckt, die vor allem von hohen Kiefern dominiert wurden. Da auf Kuba und vielen anderen Antillen-Inseln kaum fossile Nachweise für das Vorhandensein großer, räuberischer Säugetiere gefunden wurden, ist anzunehmen, dass Ornimegalonyx in ihrem Ökosystem die Rolle eines Spitzenprädators einnahm. Anders als ihre modernen Verwandten, die vor allem Jagd auf kleinere Säugetiere wie Mäuse machen, jagten Ornimegalonyx deutlich größere Beute. Unter anderem ernährten sie sich wohl von noch nicht ausgewachsenen Riesenfaultieren wie Megalocnus, Cubanocnus, Miocnus und Mesocnus. Darüber hinaus teilten sie sich ihren Lebensraum mit diversen Nagetieren wie etwa ausgestorbenen Verwandten der Hutiaconga (Capromys pilorides) oder Vertretern der Stachelratten (Gattung Heteropsomys) und der Karibischen Spitzmäuse (Nesophontidae). Des Weiteren sind von denselben Fundplätzen wie Ornimegalonyx eine Reihe von Fledermausarten und Singvögel wie Grackeln (Quiscalus) und Stärlinge der Gattung Dives bekannt. Außerdem finden sich Vertreter der Anis (Crotophaga) und Sperlingskäuze (Glaucidium). Von anderen Lokalitäten auf der Insel sind weitere riesenhafte Formen fleischfressender Vögel bekannt, darunter ein nicht näher zu bestimmender Habichtartiger (von Arredondo ehemals als Aquila/Titanohierax borrasi beschrieben) sowie die Geierart Antillovultur varonai, die die Größe eines Andenkondors erreicht haben dürfte. Da Funde von Ornimegalonyx-Fossilien mittlerweile aus allen Regionen Kubas bekannt sind, wird angenommen, dass die Gattung vergleichsweise häufig und weit verbreitet gewesen sein dürfte. Von außerhalb Kubas sind bislang keine Funde bekannt, Vergleiche mit anderen fossilen Raubvögeln aus der Region lassen es jedoch nicht unwahrscheinlich erscheinen, dass Ornimegalonyx auch weitere Inseln der Großen Antillen bewohnt haben könnte. Ornimegalonyx starb vermutlich bereits einige tausend Jahre vor der Ankunft der ersten Menschen auf Kuba aus.